# یواس‌اس موریس (۱۸۴۶بی)
یواس‌اس موریس (۱۸۴۶بی) (به انگلیسی: USS Morris (1846b)) یک کشتی بود. این کشتی در سال ۱۸۴۶ ساخته شد.